# Oidoxie
Oidoxie je njemački RAC sastav, osnovan u listopadu 1995. u Dortmundu.

## Diskografija
- 1997. - Kann denn Glatze Sünde sein?
- 1998. - Ein neuer Tag
- 1998. - Schwarze Zukunft
- 2001. - Weiß & Rein
- 2002. - Ein Lied für Leipzig
- 2006. - Terrormachine
- 2006. - Life of Pain - Sünder ohne Ehre, Oidoxie Solo
- 2007. - Straftat - Hail C18, Oidoxie Solo
- 2009. - Drei für Deutschland Teil 2
- 2009. - Oidoxie / Vinterdis

## Vanjske poveznice
- Službene stranice
- Last.fm